# Richmond (Kalifornia)

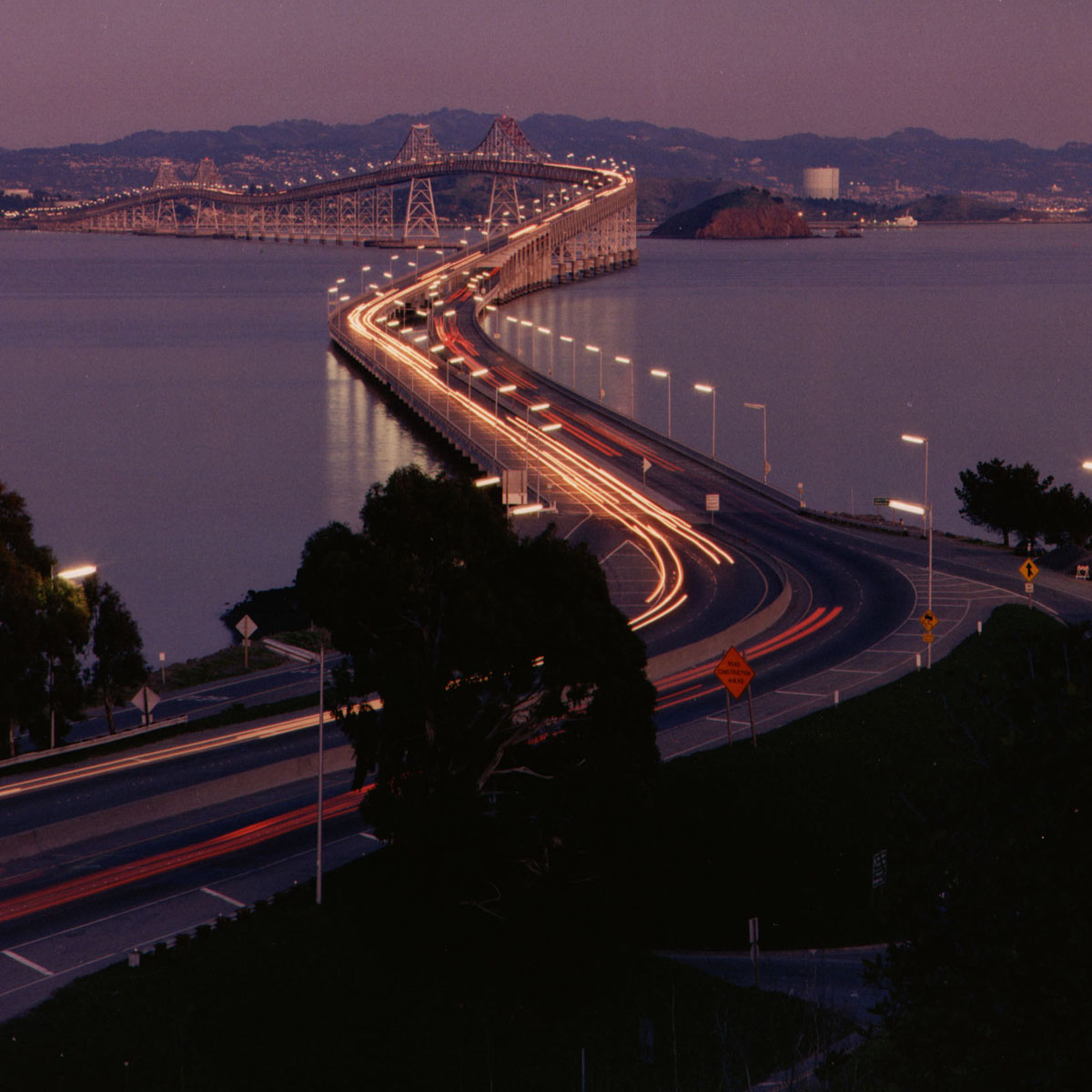
Most San Rafael w Richmond

Richmond – miasto w Stanach Zjednoczonych, w stanie Kalifornia, nad zatoką San Francisco, w obszarze metropolitalnym San Francisco-Oakland-San Jose. Około 104 tys. mieszkańców.
W mieście rozwinął się przemysł rafineryjny, maszynowy, samochodowy oraz lotniczy.

## Miasta partnerskie
- Japonia: Shimada
- Kuba: Regla
- Chińska Republika Ludowa: Zhoushan